# Fakebba N. L. Colley
Fakebba N. L. Colley (* 1965 in Dumbutu, Kiang, Lower River Region; † 14. August 2021 in Nema Kunku) war ein gambischer Politiker.

## Leben
| Parlamentswahl | Stimmen | Stimmanteil |
| -------------- | ------- | ----------- |
| 2017           | 3.747   | 83,69 %     |

Fakebba N. L. Colley war eines der Gründungsmitglieder der United Democratic Party (UDP). 2016 gehörte er dem Exekutivkomitee der Partei an und wurde wegen ihres friedlichen Protests, der die Freilassung von Solo Sandeng forderte, festgenommen und inhaftiert.
Er trat bei der Wahl zum Parlament 2017 als Kandidat der UDP im Wahlkreis Kiang West in der Mansakonko Administrative Region an. Mit 83,69 % konnte er den Wahlkreis vor Ba Darboe Bah (GDC) für sich gewinnen.
Colley starb im August 2021. Er wurde am 16. August 2021 mit einem Staatsakt in der Nationalversammlung geehrt und anschließend in Nema Kunku, seinem Heimatdorf, bestattet.